# Brun von Querfurt

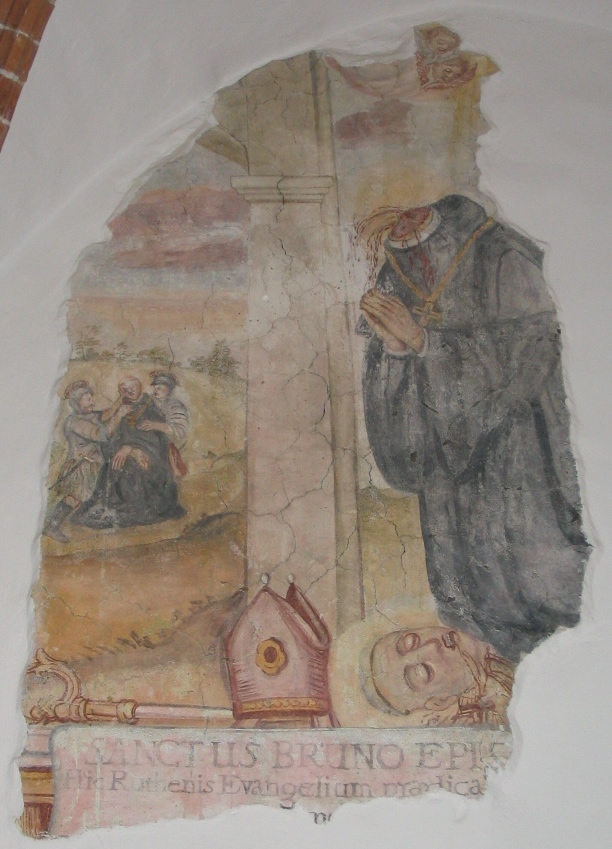
Geköpfter Brun von Querfurt (Fresko aus dem Kloster Święty Krzyż (Heiligkreuz), Polen)

Brun von Querfurt (* um 974 in Querfurt; † 14. Februar oder 9. März 1009 in dem Grenzgebiet Preußens, Russlands und Litauens; auch Bruno, mit kirchlichem Namen Bonifacius) war ein deutscher Erzbischof und Missionar und der zweite christliche Apostel und Märtyrer bei den heidnischen Prußen.

## Leben
Brun entstammte der Dynastie von Querfurt und war verwandt mit der sächsischen Kaiserfamilie. Er war einer von vier Söhnen von Brun dem Älteren, dem ersten bezeugten Herrn der Burg Querfurt im Hassegau, und dessen Frau Ida. Er wurde in der berühmten Domschule von Magdeburg ausgebildet, wurde dort Domkapitular und Priester. Im Jahre 997 berief ihn Kaiser Otto III. in seine Hofkapelle, gerade zu der Zeit, als der Tod des Adalbert von Prag den Kaiser heftig bewegte. Brun begleitete Otto III. auf dessen zweiter Reise nach Italien und trat dort, um dem hl. Adalbert nachzueifern, als Mönch in das Kloster der heiligen Alexius und Bonifacius ein, in dem auch Adalbert einige Jahre verbracht hatte. Spätestens zu dieser Zeit nahm Brun auch den Namen Bonifacius an. 1001 schloss Brun sich dem hl. Romuald an, dem großen Eiferer gegen die Nachlässigkeit, die in vielen Mönchsklöstern eingerissen war.

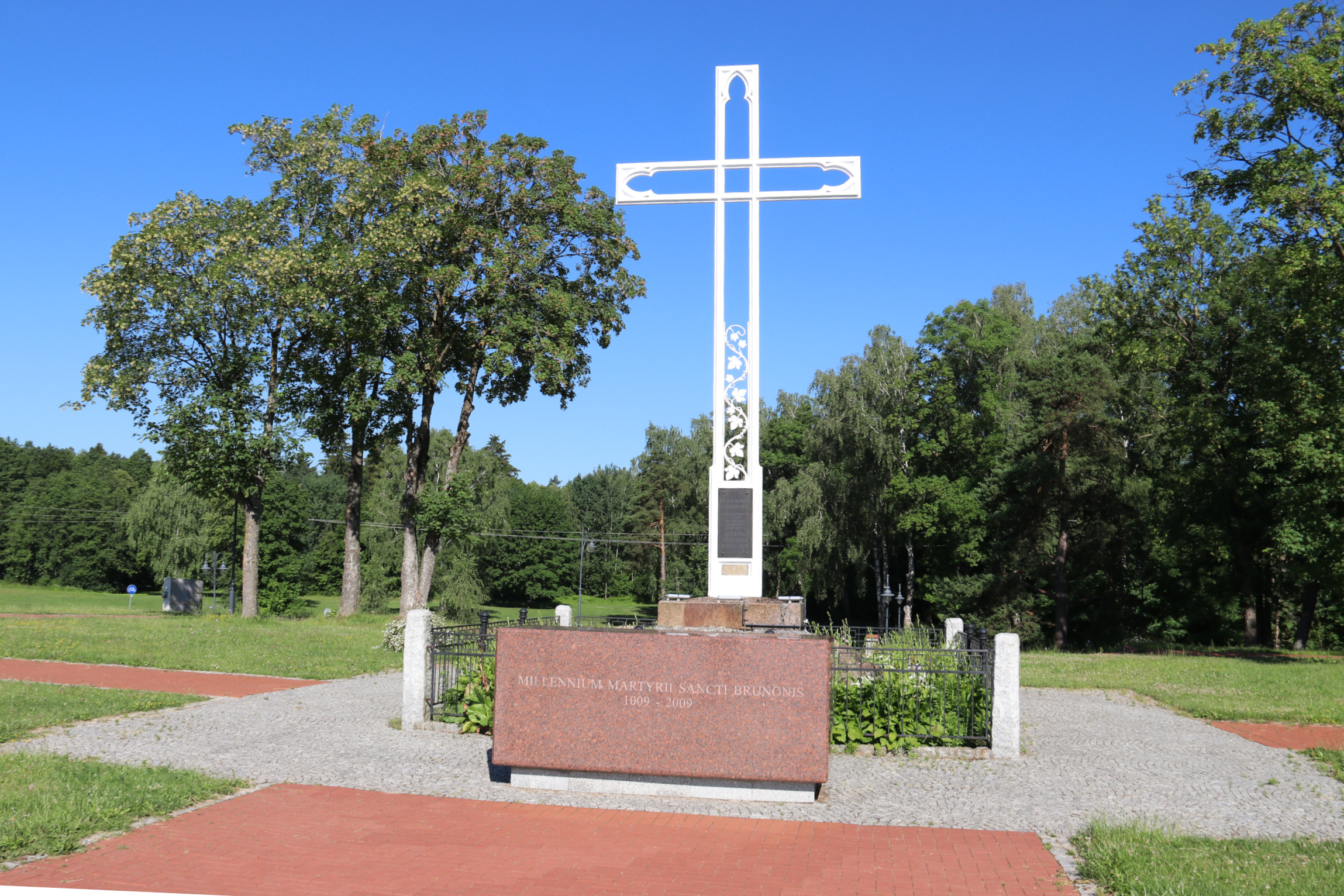
Denkmal in Giżycko (Lötzen), 2019

Im Jahre 1002 ließ Brun sich von Papst Silvester II. den Missionsauftrag für Polen erteilen und trat somit in die direkte Nachfolge Adalberts von Prag. 1004 wurde Brun in Merseburg zum Erzbischof für die Slawenmission geweiht, fand aber keine Unterstützung bei König Heinrich II., der gegen den Polenherzog Bolesław I. Chrobry Krieg führte. Er ging zu König Stephan dem Heiligen von Ungarn, fand aber auch hier keine Unterstützung und zog deshalb weiter zu dem russischen Großfürsten Wladimir I. nach Kiew. Von dort aus wollte er bei den Petschenegen, die vom unteren Don bis zur unteren Donau lebten, missionieren. Während eines fünfmonatigen Aufenthaltes in ihrem Lande gelang es ihm, den größeren Teil dieses Volkes zu bekehren, aber nach seiner Abreise fielen sie wieder vom Glauben ab. Er hatte aber doch wenigstens noch einen Frieden zwischen ihnen und dem Großfürsten zustande gebracht.
Im Jahre 1008 wandte er sich seinem Hauptziele zu und ging an den Hof Bolesław I. Chrobry. Da zwischen diesem und König Heinrich indessen ein neuer Krieg ausgebrochen war, sandte er einen seiner Gefährten nach Schweden, wo König Olaf Schoßkönig mit einem großen Teile seines Volkes sich für die Taufe gewinnen ließ. Dann machte er noch einen letzten Versuch, Heinrich und Bolesław auszusöhnen, indem er ein Schreiben an den späteren Kaiser richtete, aber auch dies blieb vergebens.
Schließlich machte er sich mit achtzehn Gefährten auf den Weg ins Land der Prußen. Über sein Schicksal bei den Prußen und über sein Ende ist nur bekannt, dass er bis an die Grenzen Russlands und Litauens (Lituae) vorgedrungen war und samt seinen Gefährten am 14. Februar oder 9. März 1009 von heidnischen Sudauern, einem Teilstamm der Prußen, oder Litauern erschlagen wurde.
Bruns Missionsversuche blieben erfolglos. Die Prußen wurden im 13. Jahrhundert durch den Deutschen Orden unterworfen und missioniert. Das Großfürstentum Litauen übernahm als letztes europäisches Territorium 1387 den christlichen Glauben. Dies wurde im Zuge der Litauerkriege des Deutschen Ordens als opportun angesehen, um die bereits seit 85 Jahren andauernde Auseinandersetzung mit dem Deutschen Orden zu beenden.

## Gedenken

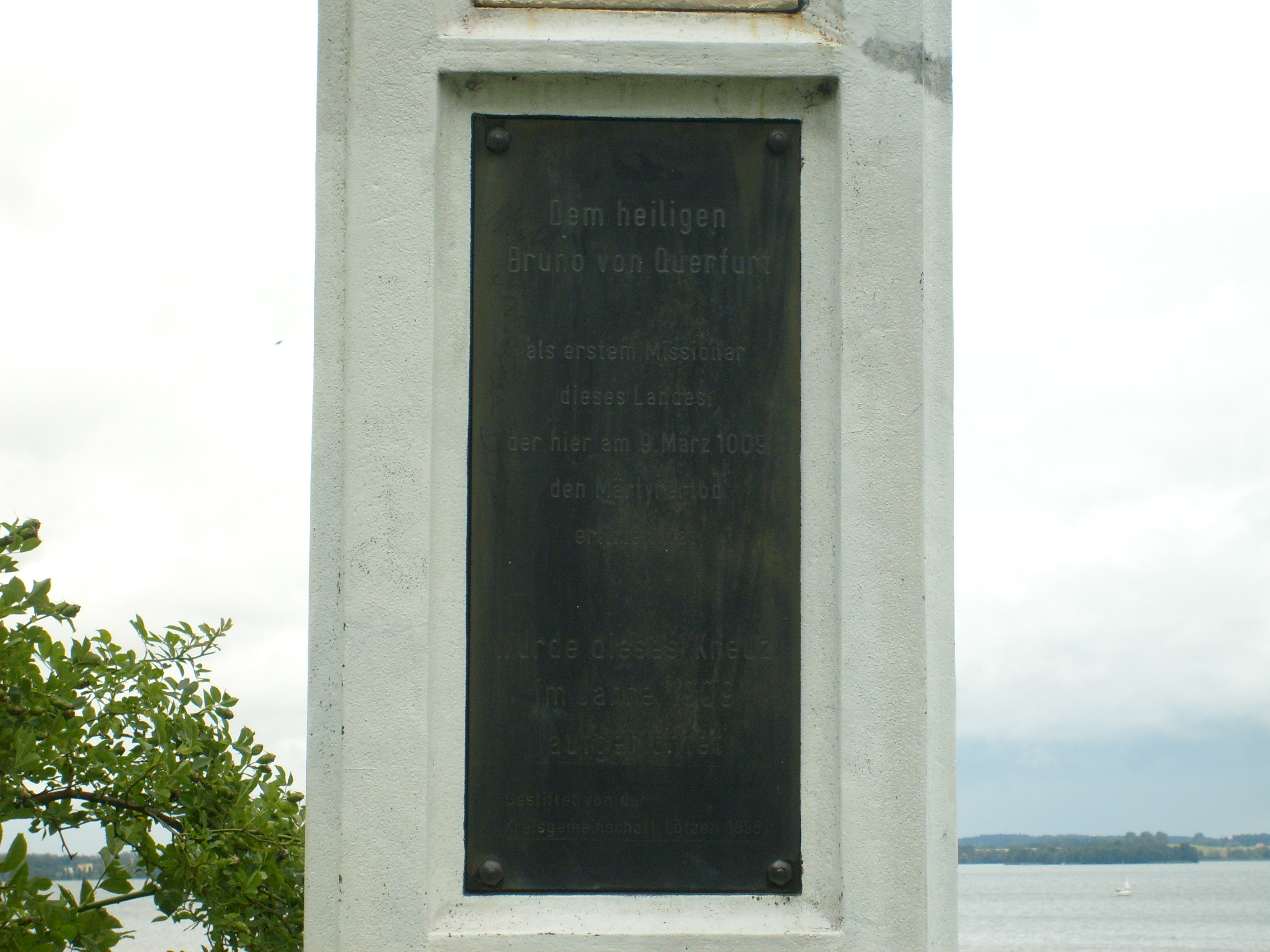
Inschrift am Denkmal in Giżycko (Lötzen)

Um Bruns Mission und Martyrium ranken sich mehrere ostpreußische Legenden.
In der ostpreußischen Stadt Lötzen (heute Giżycko) erinnert seit 1937 die katholische Pfarrkirche St. Bruno an den Bischof und Märtyrer. Außerdem wurde 1998 auf einem Hügel in der Nähe der Feste Boyen ein Denkmal zu Ehren von Brun von Querfurt aufgestellt. Demnach fand er am 9. März 1009 an ebendieser Stelle seinen Märtyrertod. Diese Aussage gilt jedoch als ungesichert.
Sein Gedenktag (katholisch, evangelisch) ist der 9. März.

## Schriften
- Vita Sancti Adalberti (Leben des heiligen Adalbert von Prag)[4], deutscher Text in: Lorenz Weinrich (Hrsg.) unter Mitarbeit von Jerzy Strzelczyk: Heiligenleben zur deutsch-slawischen Geschichte: Adalbert von Prag – Otto von Bamberg (= Rudolf Buchner, Franz-Josef Schmale und Hans-Werner Goetz (Hrsg.): Ausgewählte Quellen zur Geschichte des deutschen Mittelalters. Freiherr-Vom-Stein-Gedächtnisausgabe, Band XXIII.) Wissenschaftliche Buchgesellschaft, Darmstadt 2005, ISBN 3-534-01422-7, S. 70–117.
- Brief an Heinrich II. (1008), in: Heinrich von Zeißberg: Die Kriege Kaiser Heinrich’s II. mit Herzog Boleslaw I. von Polen. Gerold, Wien 1868, S. 353–360.

## Denkmäler
- Braunsbrunnen am Brunnenherrenweg in Querfurt
- Braunsbrunnen am Markt in Querfurt